# Thomas Schwab
Thomas Schwab (n. 20 aprilie 1962, Berchtesgaden, Bavaria, Germania) este un sănier ce a reprezentat Germania, medaliat olimpic. A participat la o ediție a Jocurilor Olimpice (1988) în care a câștigat o medalie de bronz.

## Participări
Lista de mai jos prezintă principalele competiții la care a participat Thomas Schwab de-a lungul carierei.
- Sanie la Jocurile Olimpice de iarnă din 1988 – proba de dublu[*]